# Pistolet AMT On Duty
On Duty – amerykański pistolet samopowtarzalny z mechanizmem spustowym DAO produkowany przez firmę Galena Industries pod marką AMT. Początkowo produkowany w wersjach kalibru 9 mm Parabellum i .40 S&W, od 1994 roku także w wersji kalibru .45 ACP. Produkcję pistoletu On Duty zakończono w 1996 roku.